# 静岡県道258号豊浜磐田線
静岡県道258号豊浜磐田線（しずおかけんどう258ごう とよはまいわたせん）は、静岡県磐田市を通る道路（県道）である。

## 概要
1999年（平成11年）3月16日の豊浜橋開通により、経路が一部変更された。

### 路線データ
- 陸上距離：7.8km
- 起点：磐田市豊浜（国道150号交点）
- 終点：磐田市見付（静岡県道413号磐田袋井線交点）

## 通過する自治体
- 静岡県
  - 磐田市

## 主な接続路線
起点から順に
- 国道150号
- 静岡県道255号中野諸井線
- 静岡県道403号磐田掛川線
- 静岡県道413号磐田袋井線（旧国道1号）